# 马龙翔
马龙翔（1912年—1993年），男，浙江杭州人，中华人民共和国工程师，曾任东北工学院副院长，辽宁省政协副主席，第三、五、六、七届全国人大代表。